# Jatimatic
La Jatimatic es un subfusil finés de 9 mm desarrollada a finales de los años 70 y principios de los 80 por Jali Timari. El subfusil hizo su debut en 1983. La Jatimatic fue fabricada en cantidades muy limitadas (aproximadamente 400) inicialmente por Tampereen Asepaja Oy de Tampere y más tarde, Oy Golden Gun Ltd (como GG-95 PDW, reintroducida sin éxito en 1995). El arma de fuego fue diseñada principalmente para policías, fuerzas de seguridad y tripulaciones de vehículos blindados. Las Fuerzas Armadas de Finlandia nunca la pusieron en servicio, aunque la versión posterior de GG-95 PDW fue probada por las FAF en la década de 1990; La conclusión de las pruebas fue que la GG-95 no era adecuada como arma de servicio.

## Detalles de diseño

### Mecanismo de operación
La Jatimatic es una arma de fuego automática, de cerrojo abierto y de retroceso. Una característica única de este diseño es el ángulo de los rieles de guía del perno en relación con el eje del orificio. Cuando se dispara, el perno telescópico, que encierra el cañón durante la mayor parte de su longitud, retrocede un plano inclinado en un ángulo de 7° con respecto al cañón, lo que proporciona un elemento de frenado al cerrojo y también resiste el movimiento ascendente del cañón durante fuego totalmente automático. Esta disposición alinea la mano del tirador que envuelve la empuñadura de la pistola directamente con el eje longitudinal del cañón. La empuñadura de la pistola también se encuentra más alta que en muchas otras ametralladoras, lo que hace que el retroceso se dirija hacia atrás hacia el usuario en lugar de hacia arriba, eliminando la subida del cañón y haciendo que el arma sea más controlable cuando se dispara con una sola mano.

### Características
El extractor de la carcasa está contenido en el perno mientras se instala un eyector fijo en la carcasa del gatillo. Debido al ángulo ascendente que el cerrojo debe atravesar para disparar, el arma no tiene rampa de alimentación, por lo que las balas son empujadas por el cerrojo directamente desde el cargador a la cámara.
El puerto de expulsión del arma está cubierto tanto en la posición delantera (cerrada) como retraída del conjunto del cerrojo, protegiendo los mecanismos internos de la pistola del polvo y los escombros. La superficie exterior izquierda del cerrojo está grabada con una señal de advertencia visual con la etiqueta "FIRE", que es visible a través del puerto de expulsión cuando se arma el arma (el cerrojo se mueve a la posición trasera).
El mecanismo de disparo cuenta con un gatillo progresivo de dos etapas que proporciona dos modos de operación: fuego semiautomático, cuando se aprieta el gatillo momentáneamente, y fuego totalmente automático, producido cuando el gatillo se jala por completo y se retiene. No se proporciona un selector de control de incendios. La Jatimatic presenta un mecanismo de disparo con un percutor fijo instalado dentro del cerrojo (el resorte de retorno de doble propósito también sirve como resorte del percutor). 
Muchas de las partes del arma, incluido el armazón, la empuñadura de la pistola/el mango de carga, el gatillo, el fiador y el seccionador están hechas de plástico, mientras que muchas otras partes están hechas de acero inoxidable; En total, tiene solo 39 componentes individuales. El receptor está hecho de chapa de acero estampada con una cubierta con bisagras. 
La Jatimatic carece de un plegado de la común para esta clase de arma de fuego; en cambio, el arma se dispara sin apoyo desde la cadera o el brazo levantado, sin apoyar el arma de fuego en el hombro del tirador. Sin embargo, hay disponibles existencias del mercado de accesorios que se sujetan al lado inferior de la empuñadura de la pistola y le dan una precisión mucho mayor, a la vez que protegen la mira trasera para que no se doble o rompa.

### Alimentación
La metralleta utiliza 20 o 40 balas en cargadores desechables, hechas de extruido de aluminio con un seguidor de plástico y un resorte de acero y la placa de piso. El arma también puede acomodar revistas diseñadas para el K sueco y, con algunas modificaciones, el Smith & Wesson M76. El arma está calibrada por la OTAN como estándar 9 × 19 mm Parabellum pistola de cartucho. 
Recargar el arma implica cargar la empuñadura delantera vertical plegable, que es simultáneamente la palanca de carga. La empuñadura se despliega y se bloquea hacia adelante con un pestillo de resorte y luego se carga hacia atrás y se guía hacia adelante para recintar una ronda. El agarre delantero no se corresponde con el cerrojo durante el disparo y también actúa como un mecanismo de seguridad en la posición replegada (plegada), inmovilizando el perno en sus posiciones hacia adelante o hacia atrás mediante el uso de una orejeta en el agarre para encajar y empotrar en una muesca en el cerrojo. Esto permite que el arma se transporte de forma segura, ya sea cargada o descargada, y proporciona una característica de seguridad contra caídas.

### Miras
La Jatimatic tiene una mira de hierro de tipo abierto fijada para 100 m. 

## Historia
La pistola, diseñada como una pistola de vigilancia para esconderse fácilmente en ropa civil, pronto ganó una reputación criminal, cuando un lote de 22 piezas fue robado del taller en 1984. La licencia de fabricación de la tienda, Tampereen Asepaja, fue revocada, y ya no se producen piezas. El arma de fuego se puede ver en la película de 1984 Amanecer rojo, así como en la película de 1986 Cobra, manejada por Sylvester Stallone. También se usa como el arma principal del vigilante de DC Comics Wild Dog. 